# Jacob Laursen
Jacob Thaysen-Laursen (Vejle, 6 ottobre 1971) è un ex calciatore danese, di ruolo difensore.

## Carriera

### Club
Nato a Vejle, Laursen ha trascorso la sua giovinezza giocando per il Vejle Kammeraterne e il Vejle Boldklub (VB). Ha fatto il suo debutto per il VB nel luglio 1989. Ha giocato per il VB finché la squadra non è retrocessa, nell'estate 1992.
In quell'anno, infatti, Laursen si è trasferito al Silkeborg, con cui ha vinto il campionato nel 1994. A luglio 1996, è passato agli inglesi del Derby County, in cambio di cinquecentomila sterline. Ha trascorso quattro stagioni al Derby, giocando oltre cento partite per il club. Nel corso degli anni, Laursen ha indossato anche la fascia da capitano.
Nell'estate dello stesso anno, però, Laursen è tornato in Danimarca. Ha firmato un contratto con il Copenaghen, arrivando a parametro zero. Nella sua prima stagione, il club ha vinto il campionato, sotto la guida dell'allenatore Roy Hodgson. Ha firmato, quindi, per il Leicester City e alla squadra danese sono andate quattrocentomila sterline. Ha giocato 10 partite per il Leicester, prima che il suo rapporto con la società si inasprisse. Infatti, dopo soli due mesi, è stato ceduto in prestito ai Wolverhampton Wanderers e, in seguito, all'Aarhus.
Successivamente è stato mandato in prestito al PAOK, per l'intero campionato 2002-2003; a novembre 2002, ha rescisso il contratto che lo legava al Leicester e ha firmato per il Rapid Vienna.
È stato rilasciato dagli austriaci ad aprile 2003 ed è tornato in Danimarca, per giocare con il club che lo ha lanciato, il Vejle. Ha concluso la carriera con il Fredericia, squadra rivale del Vejle. Si è ritirato a settembre del 2005.

### Nazionale
Laursen ha rappresentato la Danimarca ai giochi della XXV Olimpiade, quando ha giocato in tutte le tre partite disputate dalla Nazionale prima della sua eliminazione. Ha debuttato con la selezione maggiore a gennaio 1995 e ha partecipato alla FIFA Confederations Cup 1995, vinta proprio dai danesi, guidati dal tecnico Richard Møller Nielsen. Ha giocato una sola partita al campionato d'Europa 1996.
Dopo aver fatto parte della squadra che ha giocato nel campionato del mondo 1998, ha lasciato la Nazionale a marzo del 2000.

## Palmarès

### Giocatore

#### Club

##### Competizioni nazionali
- Campionato danese: 2

Silkeborg: 1994
Copenaghen: 2001

#### Nazionale
- Confederations Cup: 1

Danimarca: 1995